# Ville-Veikko Salminen
Ville-Veikko Salminen (23 de agosto de 1937 – 16 de enero de 2006) fue un actor y director finlandés.

## Biografía
Nacido en Turku, Finlandia, sus padres eran los actores Ville Salminen y Aune Häme, y su medio hermano el cineasta Timo Salminen.
Salminen se hizo famoso por sus papeles en películas de Spede Pasanen, actuando por vez primera en 1948 en el film Irmeli, seitsentoistavuotias. Salminen trabajó igualmente en teatro radiofónico y televisivo, para las cadenas Yleisradio y MTV3. Además de director de documentales, dirigió producciones televisivas como Sämpy, Sirkka ja Sakari y Olet vain kahdesti nuori.
Salminen falleció en Helsinki, Finlandia, en 2006, a causa de un cáncer. Tenía 68 años de edad. Su mujer en ese momento era Ulla Salminen. En los años 1960 estuvo casado con la cantante Laila Kinnunen. En la década siguiente su pareja sentimental fue Anitta Niemi.

## Filmografía (selección)

### Actor
- 1948 : Irmeli, Seitsemäntoista vuotias
- 1954 : Laivaston monnit maissa
- 1954 : Laivan kannella
- 1955 : Säkkijärven polkka
- 1955 : Helunan häämatka
- 1955 : Viettelysten tie
- 1956 : Tyttö lähtee kasarmiin
- 1956 : Evakko
- 1958 : Nuori mylläri
- 1958 : Sotapojan heilat
- 1959 : Ei ruumiita makuuhuoneeseen
- 1959 : Yks' tavallinen Virtanen
- 1959 : Taas tapaamme Suomisen perheen
- 1960 : Oho, sanoi Eemeli
- 1960 : Nina ja Erik
- 1960 : Kaks' tavallista Lahtista
- 1960 : Autotytöt
- 1960 : Molskis, sanoi Eemeli, molskis!
- 1961 : Mullin mallin
- 1962 : Vaarallista vapautta
- 1963 : Jengi
- 1964 : Harha-askel
- 1965 : Kielletty kirja
- 1969 : Pohjan tähteet
- 1970 : Speedy Gonzales - noin 7 veljeksen poika
- 1971 : Saatanan Radikaalit
- 1974 : Viu-hah hah-taja
- 1977 : Telefon
- 1980 : Tup-akka-lakko
- 1981 : Uuno Turhapuron aviokriisi
- 1982 : Uuno Turhapuro menettää muistinsa
- 1982 : Likainen puolitusina
- 1983 : Uuno Turhapuron muisti palailee pätkittäin
- 1984 : Uuno Turhapuro armeijan leivissä
- 1985 : Uuno Epsanjassa
- 1986 : Liian Iso Keikka
- 1987 : Uuno Turhapuro – kaksoisagentti
- 1988 : Kuutamosonaatti
- 2000 : Hurmaava joukkoitsemurha
- 2004 : Uuno Turhapuro - This is my life

### Director
- 1976 : Sirkka ja Sakari (TV)
- 1976 : Sämpy (TV)
- 1980-1982 : Olet vain kahdesti nuori (TV)